# Servicebesteck
Servicebesteck bezeichnet Besteck zum Tranchieren, Portionieren, Vorlegen, Servieren und Reinigen am Esstisch oder Servicemöbeln wie die Anrichte, der Guéridon, der Buffettisch oder Theke. Das Servicebesteck wird in der Gastronomie in der Regel vom Servicepersonal, bei der Selbstbedienung bzw. beim Russischen und Deutschen Service auch von den Gästen und vom Gastgeber selbst benutzt. Es ist abzugrenzen vom Essbesteck, das zur direkten Nahrungsaufnahme dient und nur von einer Person benutzt wird. In der gastronomischen Sach- und Lehrliteratur werden Tranchier- und Vorlegebesteck als eine Gruppe erfasst, die dann Tranchier- und Vorlegebesteck, Hilfsgeräte oder Serviergeräte heißt; auch in der Hessischen Systematik werden die Tranchier- und Vorlegebestecke in der Untergruppe 3.2.6 Tafel-Hilfsbesteck zusammen erfasst. Die Reinigungsbestecke befinden sich in der Untergruppe 3.3.1 Reinigungsgerät.
Neben dem speziellen Servicebesteck können auch Teile des Grund- und Spezialbestecks zum Vorlegen und Tranchieren herangezogen werden. Einige Servicebesteckteile dienen zugleich als Küchenwerkzeuge.

## Tranchierbesteck

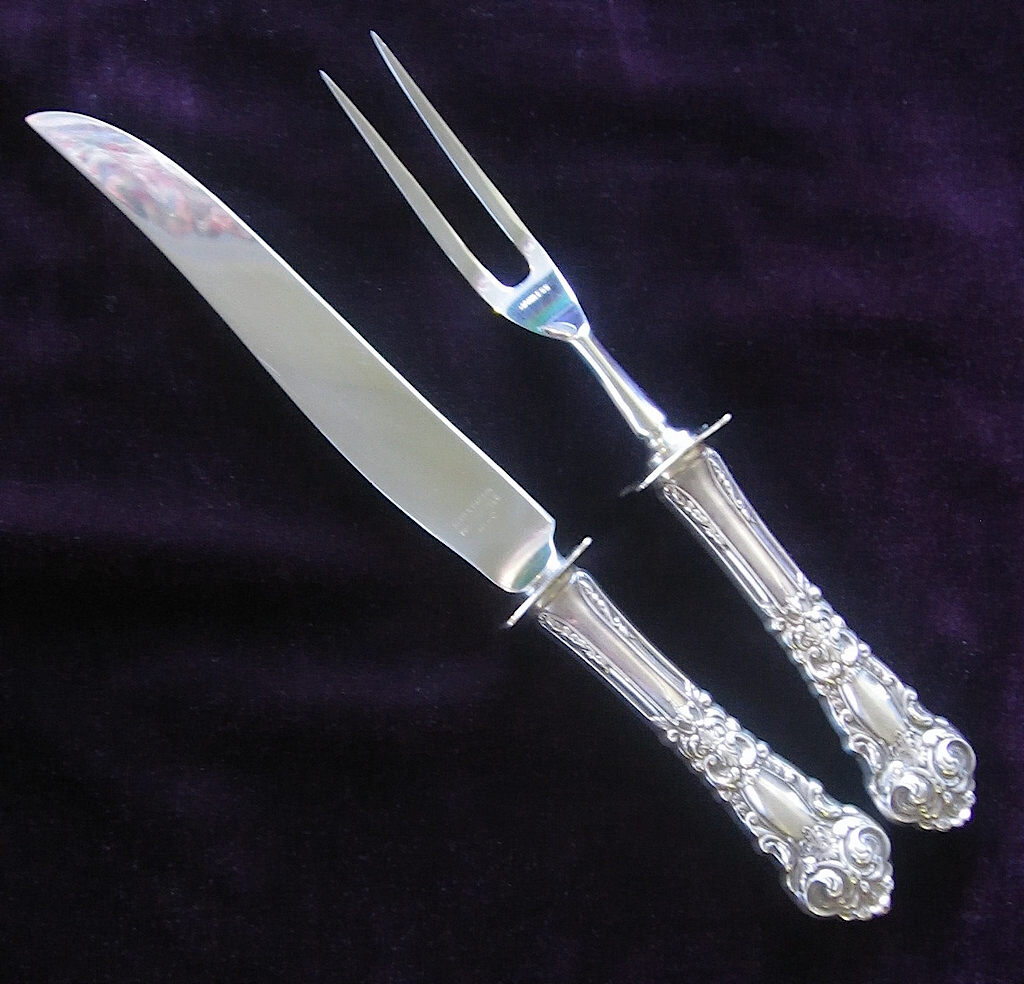
Tranchiermesser und -gabel

Das Tranchierbesteck im engeren Sinne besteht aus einer Tranchiergabel (Fleischgabel mit langen Zinken) (siehe Bild) und einem Tranchiermesser (großes, langes Messer). Mit diesem Besteck zerteilt der Gastgeber oder ein Servicemitarbeiter einen Braten in Scheiben („Tranchen“) oder bei Fleischgerichten mit Knochen in Stücke.
Anstelle des Messers wird beim Tranchieren von Geflügel oft auch zusätzlich oder alternativ eine Geflügelschere verwendet.
Im weiteren Sinne können zum Tranchierbesteck gezählt werden:
- Austernmesser
- Brotmesser
- Fischvorlegebesteck (bestehen aus Fischvorlegemesser und -gabel, zum Filetieren und Vorlegen von im Ganzen zubereitetem Fisch)
- Käsemesser
- Schinkenmesser
- Torten-/Kuchenmesser
- Traubenschere
- Trüffelhobel

## Vorlegebesteck

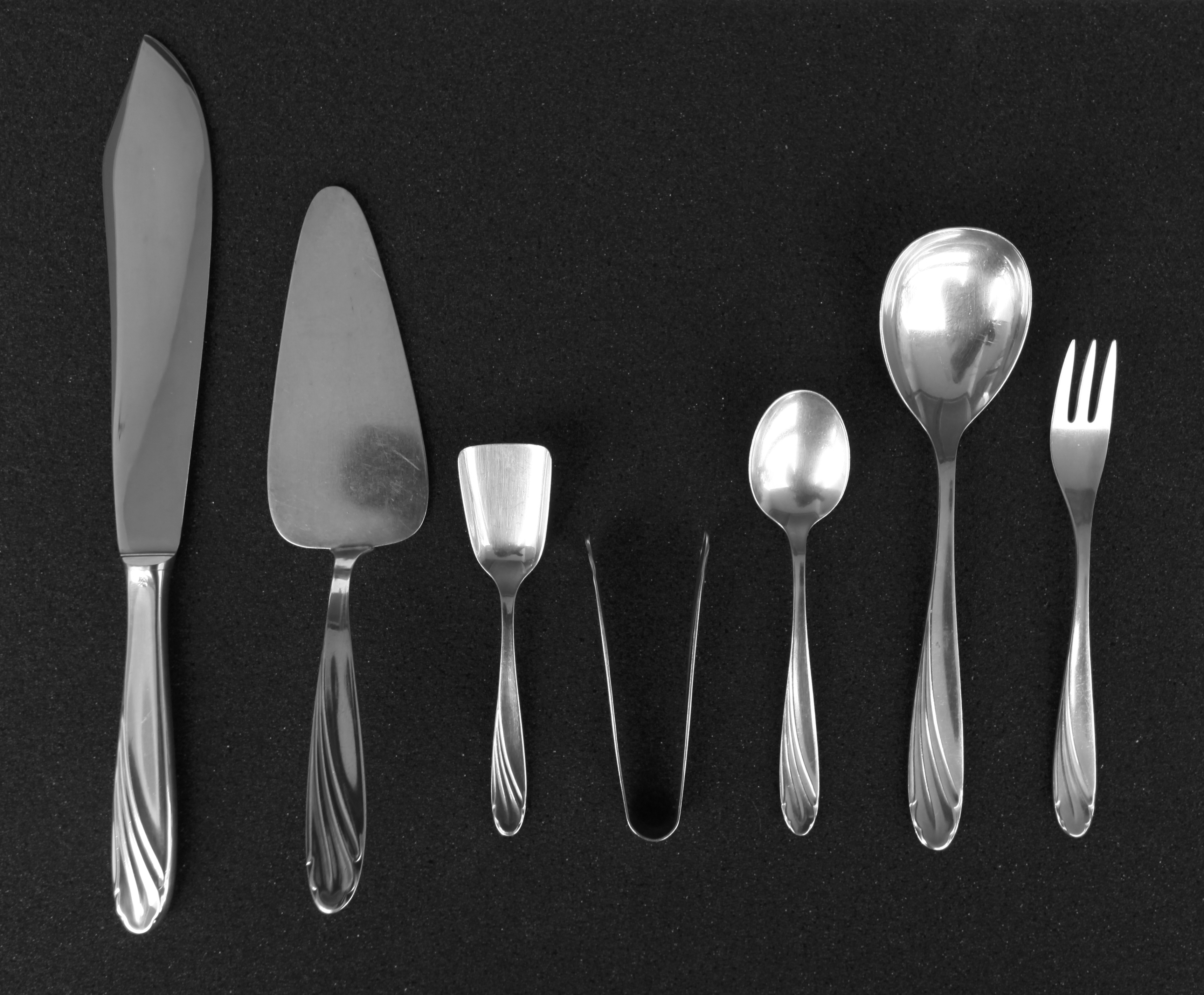
Kaffeebesteckteile mit Tortenmesser (l.), Tortenheber (2.v.l.) und Sahnelöffel (2.v.r.)

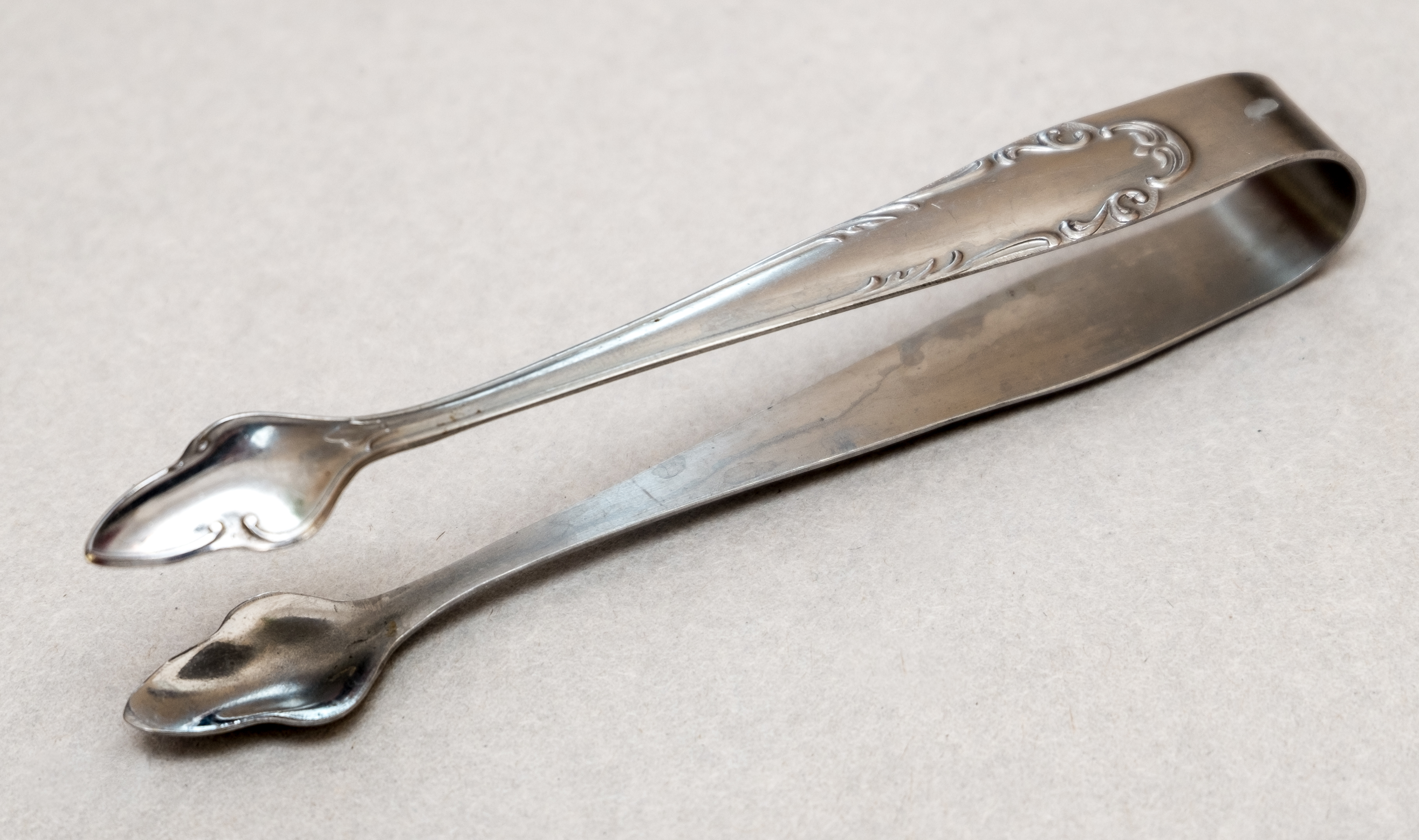
Zuckerzange

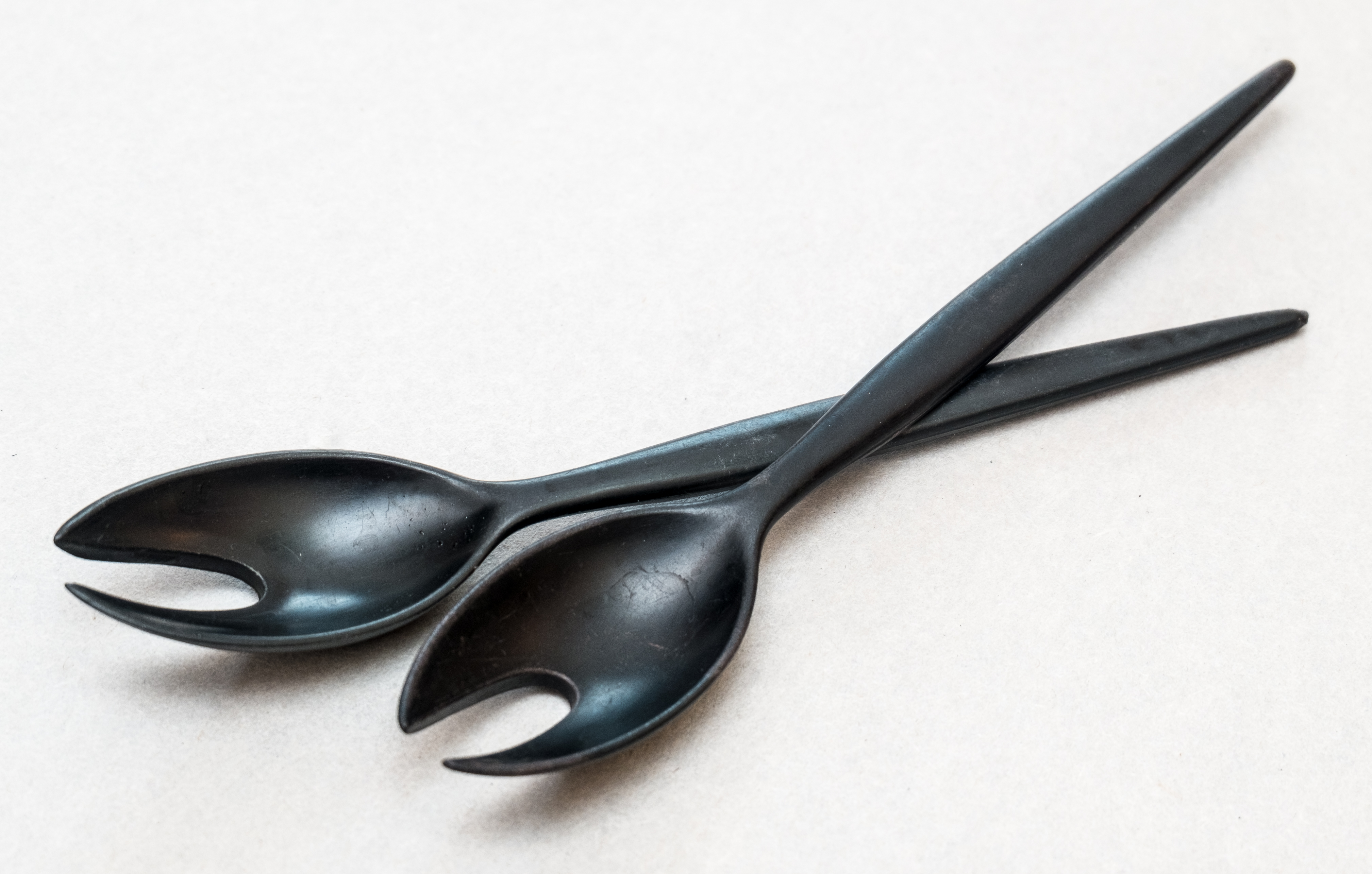
Löffel für Salat oder Antipasti

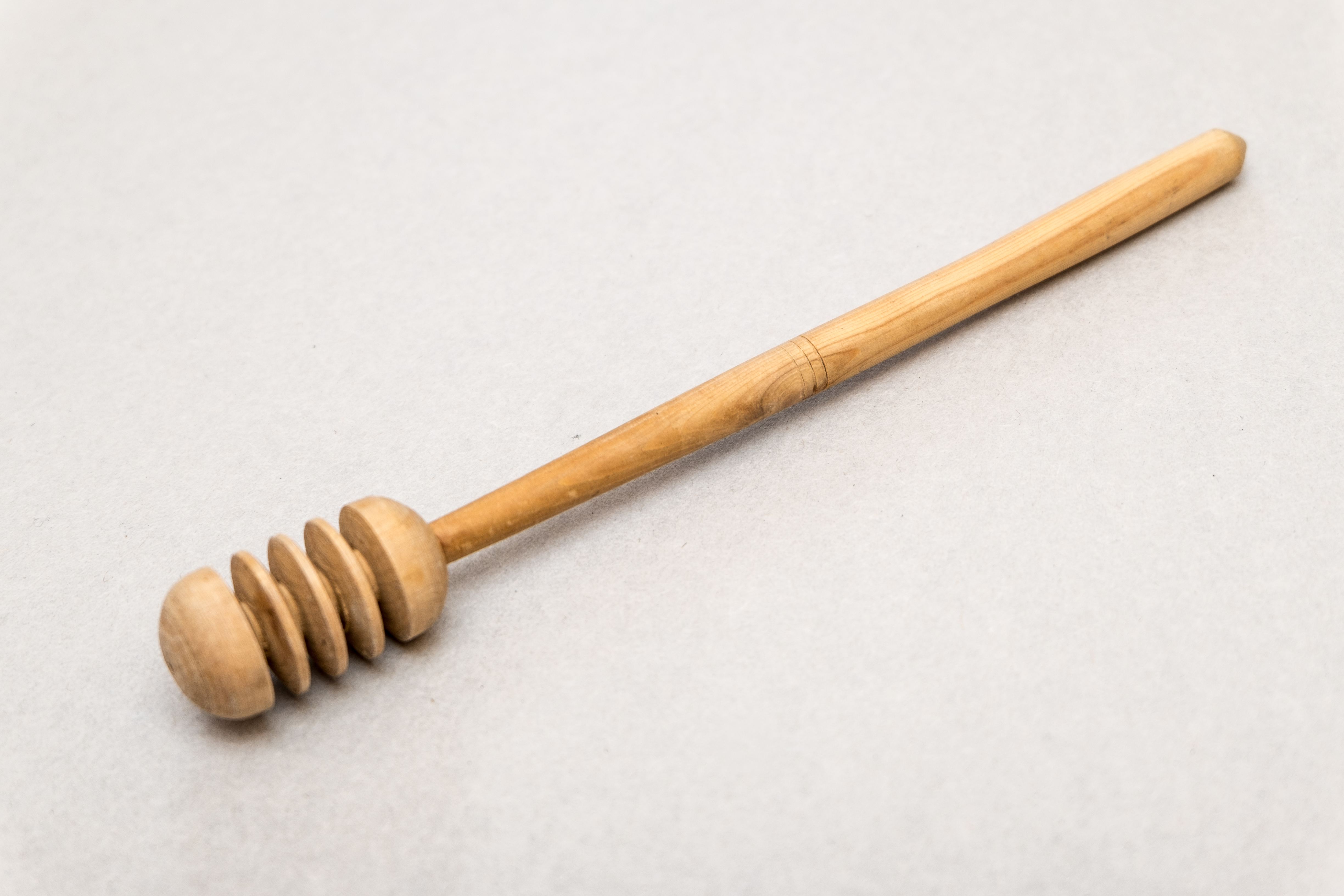
Honiglöffel/-heber

Vorlegebesteck im engeren Sinne ist eine Besteckkombination aus einer Vorlegegabel und einem Vorlegelöffel, die in der Form Menügabeln und Menülöffeln gleichen, allerdings um einiges größer sind. Sind solche Teile nicht zur Hand, nutzt man die Menügabel und den Menülöffel, besonders in der Gastronomie beim Vorlegeservice. Dazu nimmt man die beiden Besteckteile in eine Hand, entweder im Vorlege-, Spreiz- (auch flacher Griff genannt) oder Zangengriff.
Spezielle Vorlegegeräte sind:
- Braten- oder Fleischgabel
- Buttermesser (das am Buttergefäß anliegt)
- Gebäckzange
- Gemüselöffel
- Honiglöffel
- Kartoffellöffel
- Kredenzmesser
- Olivenlöffel
- Reislöffel
- Sahnelöffel
- Salatbesteck (bestehend aus Salatvorlegelöffel und Salatvorlegegabel)
- Salz-, Pfeffer- und Gewürzlöffel
- Saucenlöffel
- Schöpfkelle/-löffel
- Schaumlöffel
- Spaghettiheber
- Spaghettizange
- Tortenheber
- Vorlegestäbchen (meist größer als Essstäbchen)
- Zuckerlöffel
- Zuckerzange

Einige Besteckhersteller bieten Sets, Vorlegegarnituren genannt, an. Diese bestehen aus den gebräuchlichsten Vorlegegeräten: Fleischgabel, Gemüselöffel, Saucenlöffel, Servierlöffel, Tortenheber, Sahnelöffel, Zuckerlöffel und/oder Salatbesteck.

## Reinigungsbesteck

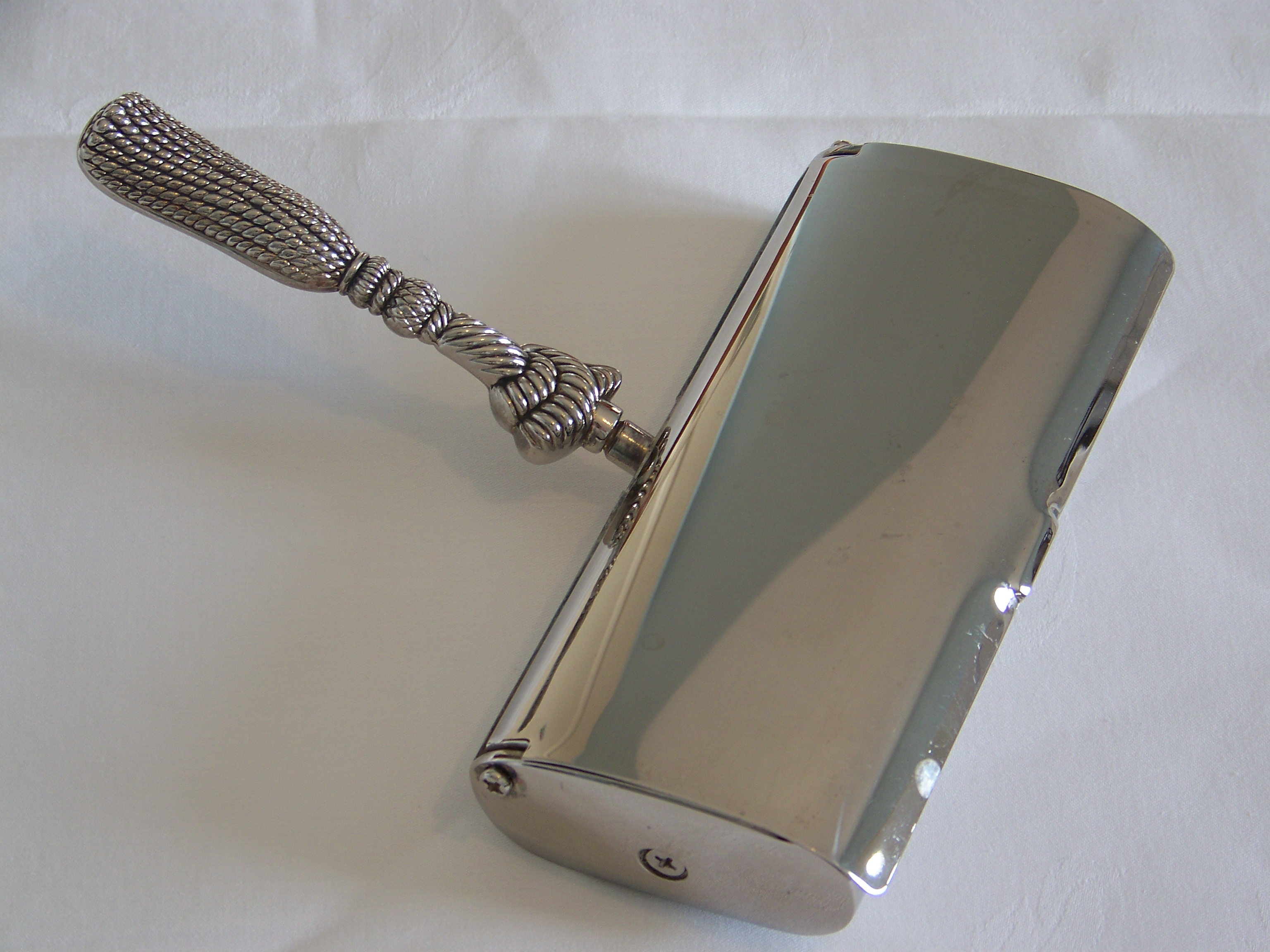
Tischroller (frz. Ramasse-miette)

Reinigungsbesteck ist immer seltener im Gebrauch. Es dient vor allem zum Entfernen von Krümeln auf dem Esstisch.
Reinigungsgeräte sind:
- Krümelabziehklinge
- Tischbesen (und -schaufel)
- Tischroller